# Respect (chanson d'Otis Redding)
Pour les articles homonymes, voir Respect (homonymie).
Singles de Otis Redding
I've Been Loving You Too Long (to Stop Now)
(1965) Just One More Day
(1965)
Clip vidéo
[vidéo] « Otis Redding - Respect », sur YouTube
Pistes de 
Otis Blue: Otis Redding Sings Soul
Ole Man Trouble A Change Is Gonna Come
Singles de Aretha Franklin
I Never Loved a Man (the Way I Love You)
(1967) Baby I Love You
(1967)
Clip vidéo
[vidéo] « Aretha Franklin - Respect  », sur YouTube
Pistes de I Never Loved a Man the Way I Love You
Drown in My Own Tears
Respect est une chanson de musique soul américaine de l'auteur-compositeur-interprète Otis Redding, single extrait de son album Otis Blue de 1965
,. La chanteuse Aretha Franklin en fait un de ses succès internationaux emblématiques en 1967, vendu à plus d'un million d'exemplaire dans le monde, classé  no 1 des ventes américaines de 1967 et des « 500 plus grandes chansons de tous les temps » du magazine Rolling Stone,.

## Historique
L'enregistrement original d'Otis Redding sort en single le 15 août 1965 sur le label Volt Records, une filiale de Stax. Cette chanson sur le thème du « respect » se classe en 4e position dans le palmarès Hot Rhythm & Blues Singles du magazine Billboard, et no 35 dans le Billboard Hot 100. Elle est ensuite intégrée dans l'album Otis Blue: Otis Redding Sings Soul publié en septembre 1965.
La version d'Aretha Franklin, parue sur son album I Never Loved a Man the Way I Love You d'Atlantic Records, est éditée en single le 16 avril 1967, et se classe à la fois no 1 des charts rhythm & blues et des charts pop américains en juin.
Dans la version d'Otis Redding, les paroles de la chanson parlent d'un homme réclamant plus de respect de la part de son épouse. L'interprétation d'Aretha Franklin lui donne un nouveau sens, avec en réponse à la version originale « une demande de respect réciproque ». Enregistrée le jour de la Saint-Valentin 1967 aux Studios Atlantic de New York, elle devient, avec la puissante voix soul de la chanteuse, un véritable hymne féministe international au moment de la deuxième vague féministe de la fin des années 1960.
What you want, Baby I got, What you need, Do you know I got it? All I'm askin', Is for a little respect when you come home (just a little bit)…
« Ce que tu veux, baby, je l'ai, ce dont tu as besoin, sais-tu que je l'ai ? tout ce que je demande, c'est un peu de respect quand tu rentres à la maison (juste un peu)… »
Aretha Franklin obtient deux Grammy Awards pour cette chanson en 1968 « meilleure chanson R&B » et « meilleure prestation vocale R&B féminine » et est intronisée au Grammy Hall of Fame Award en 1988. En 2002, elle est inscrite au Registre national des enregistrements de la Bibliothèque du Congrès.
En 2004, Rolling Stone classe la chanson en 5e position dans sa liste des « 500 plus grandes chansons de tous les temps ». Elle est hissée à la 1re place dans la nouvelle liste publiée par le magazine en 2021. Elle est également incluse dans les registres des Chansons du siècle de la RIAA et du National Endowment for the Arts.

## Personnel
- Paroles et musique d'Otis Redding

### Version d'Otis Redding
Musiciens
- Otis Redding – chant principal
- Booker T. Jones ou Isaac Hayes – claviers
- Steve Cropper – guitare
- Donald Dunn – guitare basse
- Al Jackson Jr. – batterie
- Wayne Jackson – trompette
- Gene "Bowlegs" Miller – trompette
- Andrew Love – saxophone ténor
- Floyd Newman – saxophone baryton
- William Bell, Earl Sims – chœurs

Personnel additionnel
- Steve Cropper – producteur
- Tom Dowd – ingénieur du son

### Version d'Aretha Franklin
Musiciens
- Aretha Franklin – chant principal, piano
- Spooner Oldham – orgue  Hammond
- Chips Moman, Jimmy Johnson – guitare
- Tommy Cogbill – guitare basse
- Roger Hawkins – batterie
- King Curtis, Charles Chalmers – saxophone ténor
- Willie Bridges – saxophone baryton
- Melvin Lastie – cornet à pistons
- Erma Franklin, Carolyn Franklin – chœurs

Personnel additionnel
- Jerry Wexler et Arif Mardin – producteurs
- Tom Dowd – ingénieur du son
- Arif Mardin - arrangeur

## Reprises
Parmi les nombreux artistes ayant repris cette chanson, on peut citer encore :
- Johnny Rivers sur l'album And I Know You Wanna Dance (1966)[8]
- Jimmy Smith sur l'album Respect (1967)
- Stevie Wonder sur I Was Made to Love Her (1967)
- The Ventures sur $1,000,000 Weekend (1967)
- Diana Ross & The Supremes sur TCB - Original Soundtrack (1968)
- Ike and Tina Turner sur In Person (1969)
- Ann Peebles sur This Is Ann Peebles (1969)
- Adeva en single (1988)
- The Wolfgang Press (1985)
- Negu Gorriak sur l'album Salam, Agur (1996)
- Kelly Clarkson dans l'émission de télévision American Idol (2002)

En 1966, Georges Aber écrit une adaptation française pour Johnny Hallyday sous le titre Du Respect (la chanson est présente sur le super 45 tours Cheveux longs et idées courtes).

## Au cinéma, musique de film
- 1979 : American Graffiti, la suite, de George Lucas, par Aretha Franklin
- 1980 : Y a-t-il un pilote dans l'avion ?, des frères Zucker, par Aretha Franklin
- 1986 : Platoon, d'Oliver Stone, par Aretha Franklin
- 1994 : Forrest Gump, de Robert Zemeckis, par Aretha Franklin
- 1998 : Blues Brothers 2000, de John Landis, par Aretha Franklin & The Blues Brothers
- 2001 : Le Journal de Bridget Jones, de Sharon Maguire, par Aretha Franklin
- 2012 : Cloclo, de Florent-Emilio Siri, par Otis Redding à l'Olympia de Paris.
- 2021 : Respect, de Liesl Tommy (en), par Aretha Franklin

## Hit parades
| Version         | Année | Meilleure position | Meilleure position | Meilleure position | Meilleure position | Meilleure position | Meilleure position | Meilleure position | Meilleure position | Meilleure position | Meilleure position | Meilleure position | Meilleure position | Meilleure position |
| Version         | Année | Australlie         | Autriche           | Belgique           | Canada             | US Pop ,           | US R&B ,           | US Cashbox ,       | France             | Pays-Bas           | Allemagne          | Royaume-Uni        | Suède              | Suisse             |
| --------------- | ----- | ------------------ | ------------------ | ------------------ | ------------------ | ------------------ | ------------------ | ------------------ | ------------------ | ------------------ | ------------------ | ------------------ | ------------------ | ------------------ |
| Otis Redding    | 1965  | -                  | -                  | -                  | -                  | 35                 | 4                  | 38                 | -                  | -                  | -                  | -                  | -                  | -                  |
| Aretha Franklin | 1967  | 14                 | 17                 | 18                 | 3                  | 1                  | 1                  | 1                  | 72                 | 7                  | 23                 | 10                 | -                  | 36                 |
| Aretha Franklin | 2018  | -                  | -                  | -                  | -                  | -                  | 21                 | -                  | -                  | -                  | -                  | 62                 | 1                  | -                  |

## Distinctions
- Songs of the Century (4e)
- Grammy Hall of Fame Award
- The 25th Anniversary Rock & Roll Hall Of Fame Concerts
- Liste des titres musicaux numéro un aux États-Unis en 1967
- Les 500 plus grandes chansons de tous les temps selon Rolling Stone
- Inscrite au Registre national des enregistrements du Congrès des États-Unis